# 傑基·埃克斯
雅克·伯納德·「傑基」·埃克斯（法語：Jacques Bernard "Jacky" Ickx，法語發音：[ʒaki ɪks]，1945年1月1日—）是一名比利時退役賽車手，曾六度贏得勒芒24小时耐力赛冠軍，並在一级方程式赛车取得8座分站冠軍及25次頒獎台完賽，且是1979年加美杯及1983年达喀尔拉力赛冠軍。

## 個人生活

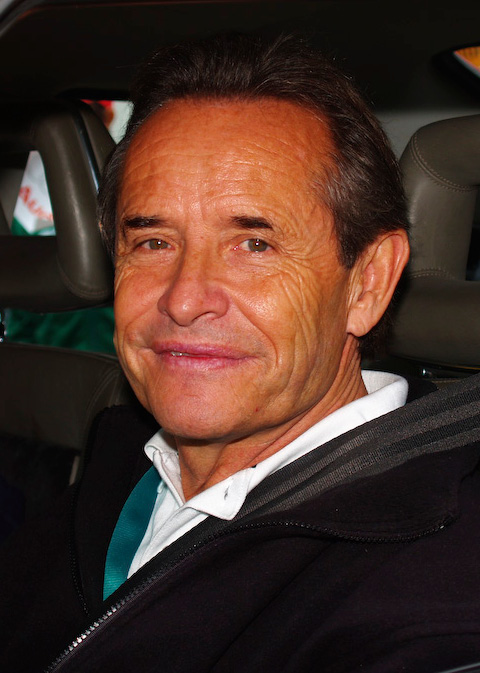
2007年的埃克斯

埃克斯自1980年代初期便定居於摩纳哥。埃克斯的妻子為蒲隆地歌手卡嘉·寧，兩人曾在2011年7月受邀出席阿爾貝二世與夏琳·維德士托的婚禮。
埃克斯的父親雅克·埃克斯及哥哥帕斯卡·埃克斯皆為賽車手。

## 外部連結
- 官方網站
- 勒芒24小时耐力赛網站上的傑基·埃克斯 （页面存档备份，存于）